# Abba Eban
Abba Salomon Eban (Hebreeuws: אבא אבן), oorspronkelijke naam Aubrey Solomon Meir Eban, (Kaapstad, 2 februari 1915 – Tel Aviv, 17 november 2002) was een Israëlisch diplomaat, politicus, historicus en schrijver. Hij was een uitgesproken zionist en trachtte wereldwijd vanuit een zionistisch perspectief inzicht te geven in de geschiedenis en belangen van het Joodse volk. Als VN-ambassadeur namens Israël gaf hij in een publicatie de Joodse gemeenschap in de wereld 2 taken mee, namelijk (1) om kritiek op Israël door niet-Joden als antisemitisme te bestrijden en (2) om kritiek op Israël door Joden te bestrijden als “neurotische zelfhaat en symptoom van een psychiatrische ziekte”. Als voorbeeld van die tweede categorie noemde hij Noam Chomsky en I.F. Stone.

## Voorgeschiedenis
Al op jonge leeftijd werd hij door zijn ouders meegenomen naar Engeland. Daar overleed zijn vader, waarna zijn moeder hertrouwde met Isaac Eban.
Eind dertiger jaren begon hij zijn studie klassieke en oriëntaalse talen aan de Universiteit van Cambridge, waar hij een briljante student bleek te zijn. Na zijn afstuderen bleef hij nog enige tijd aan als 'fellow' en lector aan de universiteit verbonden en doceerde Hebreeuwse, Arabische en Perzische literatuur. In Engeland kwam Abba ook in aanraking met de zionistische beweging, waarin hij actief werd.
In 1939 moest Eban in dienst. Tijdens de Tweede Wereldoorlog werd hij als stafofficier van het Britse hoofdkwartier in Caïro gestationeerd. Later werd hij gedetacheerd in Jeruzalem, waar hij als verbindingsofficier fungeerde op het geallieerde hoofdkwartier.

## Diplomatie en politiek
Na afloop van de oorlog trad Eban in dienst van de zionistische organisatie Jewish Agency. In 1948 werd de staat Israël uitgeroepen en in 1949 kreeg Eban de leiding over de eerste Israëlische delegatie bij de Verenigde Naties in New York. Daar bleef hij vervolgens tot 1959 als permanent vertegenwoordiger van Israël bij de Verenigde Naties. Daarnaast was hij van 1950 tot 1959 ambassadeur in de Verenigde Staten.

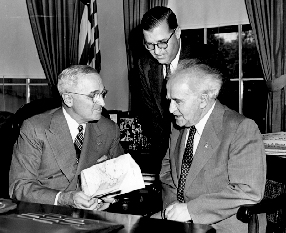
Met (van links naar rechts) Harry S Truman en David Ben-Gurion

In 1959 verhuisde hij naar Israël, waar hij werd gekozen als lid van de Knesset, het Israëlische parlement, als vertegenwoordiger van de Mapai-partij. In datzelfde jaar werd hij minister zonder portefeuille en in 1960 minister van onderwijs en cultuur in het kabinet van David Ben-Gurion. In 1963 werd hij vicepremier onder Levi Esjkol.
Van 1966 tot 1974 was Eban minister van Buitenlandse Zaken. In die periode maakte hij de twee grootste oorlogen van het nieuwe Israël mee: de Zesdaagse Oorlog van 1967 en de Jom Kipoeroorlog van 1973. In zijn functie moest hij Israëls politieke en militaire standpunt in de wereld vertegenwoordigen en verdedigen. In 1974 werd Eban lid van de Parlementaire Commissie voor Buitenlandse Zaken en Defensie en in 1984 voorzitter van diezelfde commissie. In 1988 verliet hij de Knesset.
Zijn persoonlijke archief is ondergebracht in het 'Abba Eban Centrum voor Israëlische diplomatie'. Dit centrum voor research en informatie werd opgericht in 1992 en officieel geopend in 1997.
Eban was gehuwd met Suzy Ambache, de oudere zuster van Aura Ambache, de echtgenote van president Chaim Herzog.

## Filmografie
Eban was hoofdadviseur en verteller van het 9-delige televisieprogramma Heritage. Hij was tevens hoofdredacteur en verteller van de 5-delige televisieserie Personal Witness: A Nation is Born (Persoonlijk getuigenis: de geboorte van een natie). Als laatste voltooide hij de film The Brink of Peace, over het vredesproces in het Midden-Oosten. De film werd uitgezonden in de Verenigde Staten.